# 富田正文
富田 正文（とみた まさふみ、1898年（明治31年）8月20日 - 1993年（平成5年）8月27日）は、日本の作家・編集者・福澤諭吉研究者。昭和期から平成期の慶應義塾大学職員・名誉博士。第55回日本学士院賞受章。

## 経歴
茨城県水戸市出身。水戸中学校、慶應義塾大学文学部卒業。水戸藩出身の『時事新報』主幹・石河幹明に認められて在学中からその助手を務めて『福澤諭吉伝』の編纂に参加、卒業後も職員としてその完成に尽力した。『福澤諭吉伝』完成以後も福澤諭吉の事績研究にあたり、それが評価されて1938年（昭和13年）から文学部講師を兼ねて明治文化について講義することになる。
当時の塾長小泉信三も富田に信任をおいて慶應義塾の新塾歌の作詞を担当させた。戦後は慶應通信（現在の慶應義塾大学出版会）に移り、後に社長・会長にまで至る。社業の傍ら、14年の歳月をかけて『福澤諭吉全集』を完成させ、その後も94歳で福澤研究の集大成である『考証 福澤諭吉』を完成させた。また、慶應義塾福澤研究センターの設立にも尽力した。『福澤諭吉全集』の功績により1964年（昭和39年）に慶應義塾大学からは名誉博士の称号を、1965年（昭和40年）に日本学士院からは日本学士院賞を授与された。

## 著作

### 単著
- 『福澤諭吉襍攷』三田文学出版部、1942年。
- 『福沢諭吉ものがたり』池田仙三郎 絵、麦書房〈雨の日文庫 第1集 23〉、1958年。
- 『福沢諭吉書誌』（PDF）大塚巧芸社、1964年。
- 『福沢諭吉名言集』ポプラ社〈世界名言集 10〉、1967年。
- 『考証 福澤諭吉』 上、岩波書店、1992年6月22日。ISBN 4-00-000838-2。
- 『考証 福澤諭吉』 下、岩波書店、1992年9月16日。ISBN 4-00-000839-0。 - 関係年譜：pp.791-805、巻末：参考文献索引。
- 『福沢諭吉の漢詩35講』福沢諭吉協会(出版) 文化総合出版(発売)〈福沢諭吉協会叢書〉、1994年8月。ISBN 4-89246-208-X。

### 編著
- 福澤諭吉 著、富田正文、宮崎友愛 共編 編『福澤文選』慶應義塾出版局、1937年4月23日。
- 福澤諭吉 著、富田正文 編『学問のすすめ』日本評論社〈明治文化叢書 第2〉、1941年。
- 福澤諭吉 著、富田正文、土橋俊一 共編 編『福澤諭吉全集』 全21巻、岩波書店、1958-1964。
  - 福澤諭吉 著、富田正文・土橋俊一 共編 編『福澤諭吉全集』 全21巻+別巻（再版）、岩波書店、1969-1971。
- 福沢諭吉 著、富田正文・土橋俊一 共編 編『福沢諭吉選集』 全14巻、岩波書店、1980-1981。

### 校訂・校注
- 福沢諭吉『学問のすゝめ』富田正文 校訂解題、慶応通信教育図書〈コレスポンデンス・ライブラリイ〉、1951年。
- 福沢諭吉『福翁自伝』富田正文 校注解説（新訂版）、慶応通信、1957年。
  - 福沢諭吉『福翁自伝』富田正文 校注解説（17版）、慶応通信、1992年5月。ISBN 4-7664-0000-3。 - 新かな当用漢字の新訂版。
  - 福沢諭吉『福翁自伝』富田正文 校注解説（新版）、慶応通信、1994年5月。ISBN 4-7664-0559-5。 - 現代かな・常用漢字。
  - 福澤諭吉『福翁自伝』富田正文 校注、慶應義塾大学出版会、2001年1月10日。ISBN 4-7664-0838-1。 - 『新版 福翁自伝』（1994年刊）の新装版。
- 福沢諭吉『福翁自伝』富田正文 校訂（新訂）、岩波書店〈岩波文庫〉、1978年10月（原著1937年4月30日）。ISBN 4-00-331022-5。
  - 福沢諭吉『福翁自伝』富田正文 校訂（新訂）、岩波書店〈岩波クラシックス 21〉、1983年1月。ISBN 4-00-004821-X。
  - 福沢諭吉『福翁自伝』富田正文 校訂（新訂）、岩波書店〈ワイド版岩波文庫〉、1991年6月26日。ISBN 4-00-007033-9。

### 監修
- 福澤諭吉『草稿 福翁自傳』富田正文 監修、土橋俊一 解題、福澤諭吉協会 編纂、東出版、1980年6月15日。ASIN B000J870EM。 - 『福翁自伝』初版の複製1冊、解題1冊、『福翁自伝』草稿の和綴本4冊を収録。
  - 福澤諭吉『草稿 福翁自傳』富田正文 監修、土橋俊一 解題、福澤諭吉協会 編纂、大空社、1998年9月。ISBN 4-7568-0267-2。
- 福澤諭吉『福澤諭吉 百通の手紙』富田正文 監修、土橋俊一 編集・解説、中央公論美術出版、1984年10月10日。ISBN 4-8055-0155-3。

### 翻訳
- アプトン・シンクレーア『金が書く』富田正文 訳、新潮社、1930年。 - 原タイトル：Money writes。